# Susanna Barranco Iglesias
Susanna Barranco Iglesias (Barcelona, 1975) és una actriu, directora, productora, escriptora i gestora cultural catalana.
Després de graduar-se en Teoria de la Literatura i la Literatura Comparada a la Universitat de Barcelona i de formar-se al Col·legi del Teatre de Barcelona, Susanna Barranco va crear, l'any 1999, la companyia de teatre Cia. Susanna Barranco. Des d'aquell mateix any dirigeix Mousiké, una entitat que treballa amb diverses problemàtiques socials a partir de l'art i des d'una perspectiva de gènere. L'any 2008 va crear La Barranco Films, una productora audiovisual independent dedicada a la creació i producció de documentals de temàtica social.

## Arts escèniques
Alguns dels seus projectes artístics són: Mossegades (2005), L'amor no fa mal (2008), Massa tard per ser pessimista (2013) o Amb el cor a la boca (2014). En els espectacles Accions de resistència (2018) i Red Room (2019, codirigit amb Sol Picó), el teatre i l'audiovisual s'unifiquen.
El seu espectacle Accions de resistència va guanyar el premi BBVA de teatre 2020 «pel risc i el compromís d'una proposta que explora diverses formes i llenguatges». L'any 2021 va produir i protagonitzar Forasters vindran..., de Marta Galán, una obra de teatre documental sobre la immigració a Catalunya a mitjans del segle xx.

## Cinema
Els seus primers documentals van ser Ferides (2009) i Buits (2011), sobre violència de gènere. Un altre documental seu, El silenci del Jonc, de 2013, explora la vida de persones amb diversitat funcional i va comptar amb la participació d'artistes i professionals de diversos àmbits com ara el pallasso Jango Edwards, el filòsof i escriptor Rafael Argullol o la ballarina Sol Picó.
El 2015 va dirigir Caure del niu, un documental sobre els efectes de la immigració en la mainada i els efectes que pot tenir en la seva salut mental L'any següent va presentar Teresa Rebull, ànima desterrada, documental que tracta la part crua de l'exili republicà vist des de la figura de la cantautora catalana Teresa Rebull. Susanna Barranco reflexiona sobre la posició de la dona a la prostitució amb Nues, documental de 2017 que va rebre una menció especial del VI premi Josep Maria Planas, convocat pel Col·legi de Periodistes de Catalunya. Amb el documental Amb el cor al genoll (2018), coproduït per TV3 i À Punt Media, sobre la ballarina Sol Picó, Barranco reivindica el paper de les dones en el món de la cultura. Aquest documental va projectar-se en diversos festivals internacionals, entre els quals el Festival Dance on Camera de Nova York.
La seva pel·lícula Breathe, un documental estrenat el 2021 sobre les internes del centre penitenciari Brians1, va tenir cinc candidatures als premis Goya 2022: millor pel·lícula, millor direcció, millor guió original, millor direcció de producció i millor muntatge.
El juny de 2022 es va presentar el seu documental Palmira Jaquetti. Un cant a la vida, sobre la folklorista, pedagoga i Palmira Jaquetti i la seva tasca a l'Obra del Cançoner Popular de Catalunya.
Susanna Barranco és membre de l'Acadèmia del Cinema Català i de Dones Visuals.

## Publicacions
- Poemari Cràter (Llibres de l'Índex, 2005) ISBN 978-84-96563-03-2
- Digue'm una cosa bonica (Edicions 62, 2008) ISBN 978-84-664-0963-6
- La autopista del amor (Vergara, 2013) ISBN 978-84-15420-51-4